# Klebriger Hörnling
Der Klebrige Hörnling (Calocera viscosa), auch Ziegenbart, Zwergerlfeuer oder Klebriges Schönhorn genannt, ist eine Pilzart aus der Familie der Tränenpilzverwandten (Dacrymycetaceae).

## Merkmale

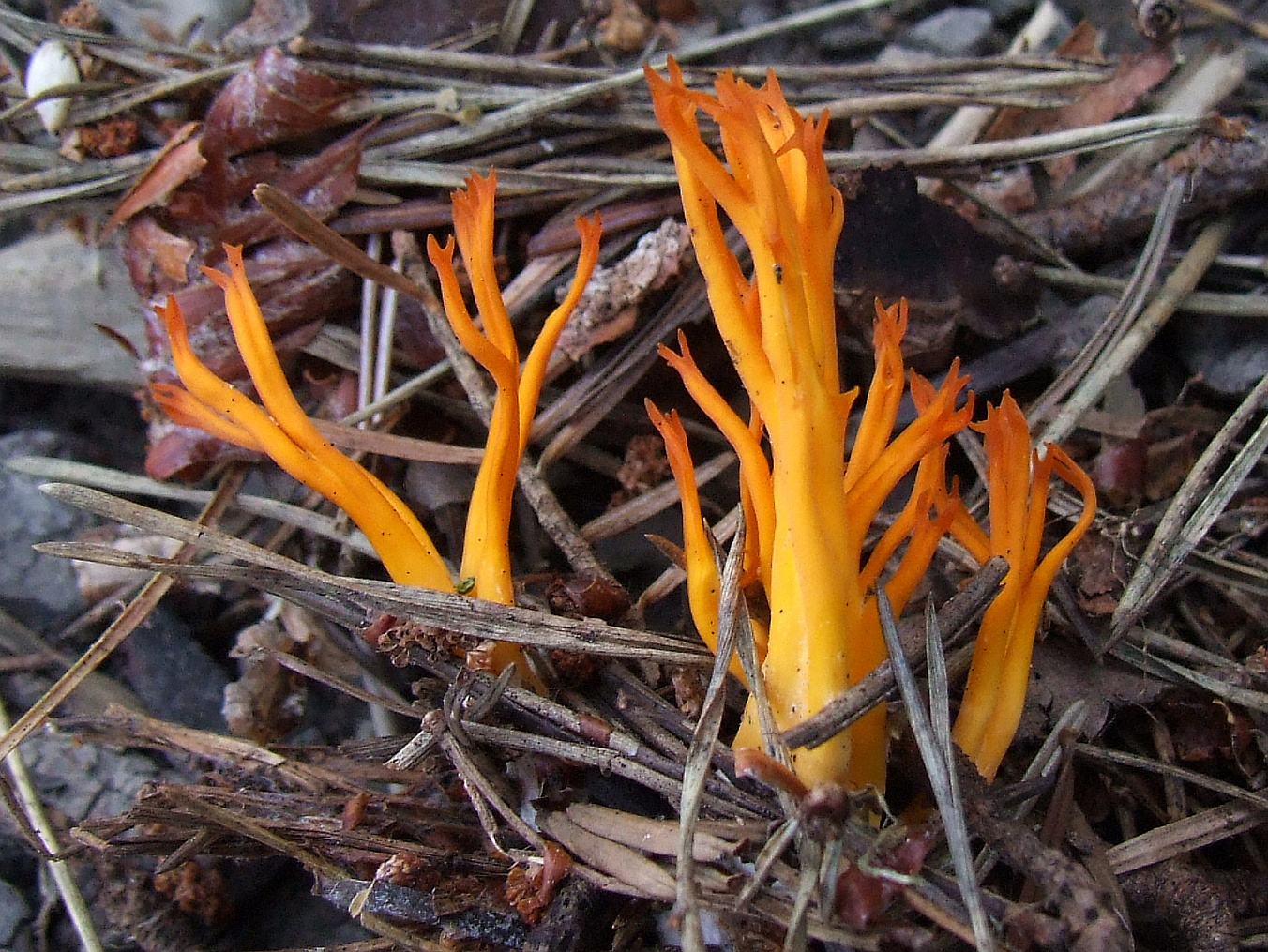
Eintrocknende Fruchtkörper des Klebrigen Hörnlings nehmen von den Spitzen her eine rötlich-braune Farbe an.

### Makroskopische Merkmale
Der Fruchtkörper ist 3 bis 6 Zentimeter hoch und wie ein Keulen- oder Korallenpilz geformt. Sie stehen büschelig zusammen, ihre Oberfläche ist klebrig-schlüpfrig. Sie sind hell orange und färben sich beim Trocknen dunkler rotorange. Das Fleisch ist gallertartig und hat eine sehr zähe Konsistenz. Geruch und Geschmack der Art sind unbedeutend.

### Mikroskopische Merkmale
Die Sporen messen 8 bis 12 × 4,5 bis 5,5 Mikrometer und sind elliptisch, glatt und besitzen im reifen Zustand eine Zellwand (selten zwei). Das Sporenpulver ist orangegelblich. Die Basidien sind zweisporig und gegabelt. Schnallen sind nicht vorhanden.

## Artabgrenzung
Der Klebrige Hörnling ähnelt einem Korallenpilz (Ramaria), kann aber sofort an seinen gelatinösen, knorpeligen Fruchtkörpern erkannt werden, die nicht brechen. An Laubholz wächst häufig der kleinere  Pfriemförmige Hörnling (Calocera cornea). Seine Fruchtkörper werden nur etwa 1 Zentimeter hoch.

## Ökologie und Phänologie
Die Art wächst an totem Nadelholz, oft an den moosbedeckten Stümpfen von Fichten. Sie ist häufig und das ganze Jahr über zu finden.

## Speisewert
Wie die anderen Hörnlinge ist der Klebrige Hörnling zwar nicht giftig, aber aufgrund seiner Konsistenz kaum genießbar. Bisweilen kommt er als Dekoration für Pilzgerichte zum Einsatz.